# Pedro Chaves
Pedro António Matos Chaves (n. 27 februarie 1965, Porto, Portugalia), este un fost pilot de curse. În sezonul 1991 a participat la 13 curse de Formula 1 pentru echipa italiană Coloni Racing.

## Cariera în Formula 1
| Sezon | Echipă        | Puncte | Loc clasament general |
| ----- | ------------- | ------ | --------------------- |
| 1991  | Coloni Racing | 0      | -                     |